# Heterophragma
Heterophragma é um género botânico pertencente à família Bignoniaceae.

## Espécies
| - Heterophragma adenophyllum - Heterophragma chelonoides - Heterophragma longipes - Heterophragma macrolobum - Heterophragma quadriloculare | - Heterophragma roxburghii - Heterophragma suaveolens - Heterophragma sulfureum - Heterophragma vestitum |